# Agnieszka Jagiełło
Agnieszka Jagiełło (ur. 13 kwietnia 1984) – polska siatkarka, grająca na pozycji przyjmującej oraz libero. W 2010 roku zakończyła karierę sportową.

## Sukcesy
- 2003 –  brązowa medalistka Mistrzostw Polski Juniorek
- 2003 –  złota medalistka Mistrzostw Polski kadetek
- 2004 –  2. miejsce w Pucharze Polski Seniorek